# Корчицы
Ко́рчицы (бел. Корчыцы) — деревня в Кобринском районе Брестской области Белоруссии. Входит в состав Хидринского сельсовета.
По данным на 1 января 2016 года население составило 461 человек в 187 домохозяйствах.
В деревне расположены почтовое отделение, базовая школа, клуб, фельдшерско-акушерский пункт и магазин.

## География
Деревня расположена в 12 км к югу от города и станции Кобрин, в 47 км к востоку от Бреста, в 3 км к западу от автодороги Р127 Кобрин-Дивин.

## История
Населённый пункт известен с XV века как селение и имение Корчичи. В разное время население составляло:
- 1999 год: 187 хозяйств, 523 человека;
- 2009 год: 408 человек;
- 2016 год[2]: 187 хозяйств, 461 человек;
- 2019 год[1]: 376 человек.